# Hail (provincie)
Hail of Ha'il (Arabisch: حائل, Ḩā'il) is een provincie van Saoedi-Arabië. De hoofdstad heet eveneens Hail. De provincie beslaat een gebied van 103.887 km² en had in 2004 527.033 inwoners.
Al Bahah · Al Hudud ash Shamaliyah · Al Jawf · Al Qasim · Ash-Sharqiyah · Asir · Hail · Jizan · Medina · Mekka · Najran · Riyad · Tabuk